# WPBSA Qualifying School
Die WPBSA Qualifying School war eine Serie von Snooker-Qualifikationsturnieren für die Saison 1997/98.

## Geschichte und Modus
In den Jahren zuvor war die Profitour für alle Spieler offen. 1997 wollte der Weltverband aber die Anzahl der Profispieler auf der Profitour begrenzen. Die Top 64 waren direkt für die nächste Saison qualifiziert, alle anderen Profispieler mussten sich wiederqualifizieren. Hierfür wurde die WPBSA Qualifying School angeboten. Sie bestand aus vier Turnieren, an denen jeder der noch nicht qualifizierten Spieler teilnehmen konnte. Die Turniere fanden im August 1997 in den Plymouth Pavilions in Plymouth statt und wurden bis zum Achtelfinale gespielt. Die Sieger der Achtelfinalspiele erhielten die Startberechtigung für die Saison 1997/98. Insgesamt konnten sich so 32 Spieler qualifizieren. Die Spieler, die dies nicht schafften, erhielten die Möglichkeit, auf der UK Tour zu spielen, viele beendeten oder unterbrachen aber ihre Spielerkarrieren.
Im Rahmen der Saison 1998/99 taucht der Begriff ein weiteres Mal auf, diesmal als eine Art „Rahmenturnier“ für die Qualifikationsevents der Ranglistenturniere. Insgesamt ist die WPBSA Qualifying School aber als Vorläufer der Q School zu betrachten.

## Sieger
Die Nennung der jeweiligen Qualifikanten folgt in alphabetischer Reihenfolge.
| Saison  | Turnier | Datum       | Ort                           | Qualifikanten   | Qualifikanten | Qualifikanten | Qualifikanten         | Qualifikanten  | Qualifikanten    | Qualifikanten   | Qualifikanten |
| Saison  | Turnier | Datum       | Ort                           | Platz 1         | Platz 2       | Platz 3       | Platz 4               | Platz 5        | Platz 6          | Platz 7         | Platz 8       |
| ------- | ------- | ----------- | ----------------------------- | --------------- | ------------- | ------------- | --------------------- | -------------- | ---------------- | --------------- | ------------- |
| 1997/98 | Event 1 | August 1997 | Plymouth – Plymouth Pavilions | Marcus Campbell | Mark Gray     | Peter Lines   | Joe Perry             | Stuart Pettman | Lee Walker       | Nick Walker     | Jamie Woodman |
| 1997/98 | Event 2 | August 1997 | Plymouth – Plymouth Pavilions | Alfie Burden    | Steve Judd    | John Lardner  | Craig MacGillivray    | Karl Payne     | Gary Ponting     | John Read       | Sean Storey   |
| 1997/98 | Event 3 | August 1997 | Plymouth – Plymouth Pavilions | Ian Brumby      | Karl Burrows  | Darren Clarke | Martin Dziewialtowski | David Gray     | Quinten Hann     | Peter McCullagh | Troy Shaw     |
| 1997/98 | Event 4 | August 1997 | Plymouth – Plymouth Pavilions | Wayne Brown     | Matthew Couch | Leigh Griffin | Bradley Jones         | Ian McCulloch  | Stephen O’Connor | Lee Richardson  | Paul Wykes    |